# بلو ديكسون
بلو ديكسون (بالإنجليزية: Blue Dixon)‏ هو لاعب اتحاد الرغبي أسترالي، ولد في 1885 في بريزبان في أستراليا، وتوفي في 1941.